# Хомутець (Миргородський район)
Хомуте́ць — село в Україні, в Миргородській міській громаді Миргородського району Полтавської області. Населення становить 2477 осіб. Колишній орган місцевого самоврядування — Хомутецька сільська рада.
Село постраждало внаслідок геноциду українського народу, проведеного окупаційним урядом СРСР 1932—1933 та 1946—1947.

## Географія
Село розташоване на річках Хоролі та Хомутці. Вище за течією річки Хорол на відстані 5 км розташоване село Бакумівка, нижче за течією на відстані 1 км розташоване село Довгалівка. Річка в цьому місці звивиста, утворює лимани, стариці і заболочені озера. Село — на відстані 14 кілометрів від м. Миргород.

## Історія

### Заснування. XVI— XVII століття
Хомутець заснований у XVI столітті миргородськими козаками. 1620 року польський король Сигізмунд ІІІ віддав Миргород із хутором Хомутець шляхтичу Івану Чернишевському, але 1621 року їх захопив черкаський староста Костянтин Вишневецький (дядько й опікун Ієремії Вишневецького). Польський суд присудив ці володіння королю, який віддав їх Бартоломею Обалковському (той спадкував Чернишевському на місці адміністратора королівських селітроварень). Але Костянтин Вишневецький не підкорився рішенню суду і до визвольної війни українського народу 1648—1654 рр. Хомутець був у числі його володінь. Наступний власник — хомутецький сотник, пізніше — миргородський полковник Павло Апостол, який у 1659 році був наказним гетьманом. 1689 року Данило Апостол (згодом — гетьман Лівобережної України) отримав на Хомутець універсал гетьмана Івана Мазепи.

### XVIII століття
У XVIII столітті садиба стараннями сина Петра Даниловича і онука гетьмана Апостол Данило Петрович була розбудована з урахуванням настанов доби бароко. Серед садибних будівель — оранжерея і сад бароко, розпланований за примітивним планом. Рештки первісного розпланування збереглися посеред сучасного пейзажного парку, а сам парк оголошено пам'яткою садово-паркового мистецтва. Ніяких значущих робіт по реставрації парків не проводиться, частина паркової території зайнята під училищний стадіон.
1754 року полковником Михайлом Даниловичем Апостолом була збудована мурована Троїцька церква з дзвіницею. Впродовж XVIII століття містечко Хомутець було центром Другої Миргородської сотні Миргородського полку. Збереглася печатка місцевого сотенного правління з гербом: у щиті — хрест, під яким три восьмипроменеві зірки.

### XIX століття
На початку XIX століття господарем Хомутця став російський письменник, історик і дипломат  І. М. Муравйов-Апостол. Троє його синів —  Матвій,  Сергій та  Іполит — стали видатними діячами декабристського руху.
1883 року освячена Покровська дерев'яна церква з дзвіницею, при якій діяли бібліотека і жіноча школа грамоти, 1892 року;— дерев'яна Воскресенська церква. 1884 року в приміщенні, спорудженому на кошти поміщиці Муравйової-Апостол, відкрито земську школу (зруйнована у 2008). З 1891 року діяла земська лікарня.

### Чехов і Хомутець
У 1888 та 1889 роках Хомутець відвідав А. П. Чехов. Він хотів тут придбати хутір, заснувати «літературну колонію» і побудувати лікарню, але ці задуми не здійснилися. Влітку 1889 року він «відкрив» у Хомутці талановитого майстра гончарної справи П. І. Калашника, вироби якого експонувалися потім в різних музеях країни.

## Пам'ятки
- Палац з парком — пам'яткою садово-паркового мистецтва Полтавської області.

На початку XIX століття маєток належав Івана Муравйова-Апостола — письменнику, історику та дипломату — нащадку Данила Апостола по жіночій лінії. З 1806 року він мешкав у Хомутці і саме за нього було перебудовано палац та переплановано парк.
За Радянського Союзу палац передано під агропрофшколу, технікум свинарства і нарешті зооветеринарний технікум, який існує тут і дотепер. Зараз палац покинутий (для потреб технікуму збудовано нові приміщення) і поступово руйнується.
Київський науково-дослідний інститут пам'яткоохоронних досліджень заніс село Хомутець до Переліку найважливіших історичних сіл України та їхніх пам'яток.

## Відомі люди
У селі народилися:
- Безорудько Віктор Григорович — письменник .
- Вивалько Іван Григорович — український вчений в галузі фізіології та біохімії рослин, доктор біологічних наук, професор.
- Калашник Павло Іванович — відомий гончар.

Після виходу у відставку в 1823 році деякий час жив у маєтку батька декабрист Муравйов-Апостол Матвій Іванович (1793—1886).